# Marian Fontowicz
Marian Fontowicz (ur. 13 lipca 1907 w Poznaniu, zm. 20 listopada 1988 tamże) – polski piłkarz występujący na pozycji bramkarza. Długoletni zawodnik poznańskiej Warty.

## Kariera piłkarska

### Kariera klubowa
Do klubu sportowego Warta Poznań wstąpił w wieku 15 lat. W pierwszej drużynie zadebiutował w 1924, zaś debiut w rozgrywkach mistrzowskich zaliczył 29 marca 1925 domowym meczem z TKS Toruń. W lidze zadebiutował 3 kwietnia 1927 r. w meczu z Czarnymi Lwów w Poznaniu, ostatni raz bramki Warty strzegł 24 kwietnia 1938 w wyjazdowym spotkaniu z Cracovią. W klubie poznańskim spędził całą karierę, rozgrywając w jego barwach 578 spotkań. Kibice Warty nazywali go "Królem przedpola". W 1929 zdobył tytuł mistrza Polski.

### Kariera reprezentacyjna
Po raz pierwszy powołanie do drużyny narodowej otrzymał na mecz ze Szwecją, rozegrany 1 lipca 1928 w Katowicach (2:1), był wówczas jedynie rezerwowym dla Stefana Kisielińskiego. W kadrze Fontowicz zadebiutował 28 września 1930 w meczu ze Szwecją, ostatni raz zagrał 12 maja 1935 przeciwko Austrii. Ostatni raz do kadry powołany został na mecz z  Rumunią 3 listopada 1935. Nie wypadł jednak z orbity zainteresowań Józefa Kałuży – znajdował się w kadrze na igrzyska olimpijskie w Berlinie w 1936, jednak razem z kilkoma innymi piłkarzami pozostał w kraju, a podczas turnieju rezerwowym dla Spirydiona Albańskiego był Edward Madejski. Łącznie w biało-czerwonych barwach rozegrał 8 oficjalnych spotkań oraz 5 meczów nieoficjalnych (w latach 1929-30, podczas Pucharu Europy Środkowej amatorów). Wielokrotnie był rezerwowym bramkarzem, w latach gry Fontowicza w kadrze podstawowym golkiperem był bowiem Spirydion Albański z Pogoni Lwów. Cały mecz na ławce rezerwowych Marian Fontowicz spędził pięciokrotnie.

### Mecze Mariana Fontowicza w reprezentacji
1. 28.09.1930   Sztokholm  Szwecja - Polska                0:3 (0:2)   Grał 90 minut
2. 14.06.1931   Warszawa   Polska - Czechosłowacja   0:4 (0:1)   Grał 90 minut
3. 11.10.1931   Bruksela     Belgia - Polska                    2:1 (1:0)   Grał 90 minut
4. 25.10.1931   Poznań       Polska - Jugosławia            6:3 (5:2)   Grał 90 minut
5.   2.10.1932   Warszawa   Polska - Łotwa                    2:1 (0:1)   Grał 90 minut
6.   9.09.1934   Warszawa   Polska - Niemcy                  2:5 (1:1)   Grał 90 minut
7. 14.10.1934   Lwów          Polska - Rumunia                3:3 (1:1)   Grał 90 minut
8. 12.05.1935   Wiedeń       Austria - Polska                   5:2 (3:1)   Grał 90 minut 

## Okres wojenny
Po zakończeniu przygody z piłką nożną walczył w kampanii wrześniowej, podczas której trafił do niewoli.

## Okres powojenny
Po zakończeniu drugiej wojny światowej Fontowicz rozegrał kilka towarzyskich spotkań w barwach Warty Poznań. Do powrotu do gry będącego od 1938 roku na sportowej emeryturze bramkarza przyczyniły się przede wszystkim braki kadrowe spowodowane dopiero co zakończonym konfliktem zbrojnym (do składu nie powrócili chociażby Fryderyk Scherfke, Hieronim Schwartz, poległy w czasie wojny Franciszek Sobkowiak, czy Konrad Ofierzyński, ofiara zbrodni katyńskiej). Fontowicz wystąpił między innymi w spotkaniu z Bydgoskim Klubem Sportowym 3 czerwca 1945 roku (remis 1:1), a także w starciu z KKS Poznań w sierpniu 1945 roku (mecz przegrany przez Wartę 2:4). 
Zmarł 26 listopada 1988 roku. Został pochowany na cmentarzu junikowskim w Poznaniu.